# Campeonato Europeo de Natación de 1926
El I Campeonato Europeo de Natación se celebró en Budapest (Hungría) entre el 18 y el 22 de agosto de 1926 bajo la organización de la Liga Europea de Natación (LEN) y la Federación Húngara de Natación.

## Resultados de natación
| Evento          | Oro                                                                                            | Plata                                                                   | Bronce                                                                 |
| --------------- | ---------------------------------------------------------------------------------------------- | ----------------------------------------------------------------------- | ---------------------------------------------------------------------- |
| 100 m libre     | István Bárány Hungría 1:01,0                                                                   | Arne Borg · Suecia · 1:01,0                                             | Georg Werner · Suecia · 1:03,6                                         |
| 400 m libre     | Arne Borg · Suecia · 5:14,2                                                                    | Herbert Heinrich · Alemania · 5:21,4                                    | Friedrich Berges · Alemania · 5:25,6                                   |
| 1500 m libre    | Arne Borg · Suecia · 21:29,2                                                                   | Friedrich Berges · Alemania · 22:08,2                                   | Joachim Rademacher · Alemania · 22:19,0                                |
| 100 m espalda   | Gustav Fröhlich · Alemania · 1:16,0                                                            | Károly Bartha Hungría 1:16,0                                            | Eskil Lundahl · Suecia · 1:16,2                                        |
| 200 m braza     | Erich Rademacher · Alemania · 2:52,6                                                           | Louis van Parys · Bélgica · 2:54,8                                      | Wilhelm Prasse · Alemania · 3:00,1                                     |
| 4 × 200 m libre | Alemania · August Heitmann · Joachim Rademacher · Friedrich Berges · Herbert Heinrich · 9:57,2 | Hungría Zoltán Bitskey András Wanié Géza Szigritz István Bárány 10:03,4 | Suecia · Åke Borg · Arne Borg · Eskil Lundahl · Georg Werner · 10:06,4 |

### Medallero
| Núm. | País     | Oro | Plata | Bronce | Total |
| ---- | -------- | --- | ----- | ------ | ----- |
| 1    | Alemania | 3   | 2     | 3      | 8     |
| 2    | Suecia   | 2   | 1     | 3      | 6     |
| 3    | Hungría  | 1   | 2     | 0      | 3     |
| 4    | Bélgica  | 0   | 1     | 0      | 1     |
|      | TOTAL    | 6   | 6     | 6      | 18    |

## Resultados de saltos
| Evento          | Oro                                  | Plata                                  | Bronce                                   |
| --------------- | ------------------------------------ | -------------------------------------- | ---------------------------------------- |
| Trampolín 3 m   | Arthur Mund · Alemania · 186,42 pts. | Josef Lechnir · Alemania · 173,52 pts. | Július Balasz Checoslovaquia 164,72 pts. |
| Plataforma 10 m | Hans Luber · Alemania · 112,84       | Helge Öberg · Suecia · 107,60          | Albert Knight Reino Unido 101,60         |

### Medallero
| Núm. | País           | Oro | Plata | Bronce | Total |
| ---- | -------------- | --- | ----- | ------ | ----- |
| 1    | Alemania       | 2   | 1     | 0      | 3     |
| 2    | Suecia         | 0   | 1     | 0      | 1     |
| 3    | Checoslovaquia | 0   | 0     | 1      | 1     |
| 3    | Reino Unido    | 0   | 0     | 1      | 1     |
|      | TOTAL          | 2   | 2     | 2      | 6     |

## Resultados de waterpolo
| Evento    | Oro     | Plata  | Bronce   |
| --------- | ------- | ------ | -------- |
| Masculino | Hungría | Suecia | Alemania |

## Medallero total
| Núm. | País           | Oro | Plata | Bronce | Total |
| ---- | -------------- | --- | ----- | ------ | ----- |
| 1    | Alemania       | 5   | 3     | 4      | 12    |
| 2    | Suecia         | 2   | 3     | 3      | 8     |
| 3    | Hungría        | 2   | 2     | 0      | 4     |
| 4    | Bélgica        | 0   | 1     | 0      | 1     |
| 5    | Checoslovaquia | 0   | 0     | 1      | 1     |
| 5    | Reino Unido    | 0   | 0     | 1      | 1     |
|      | TOTAL          | 9   | 9     | 9      | 27    |